# Ocotea palaciosii
Ocotea palaciosii är en lagerväxtart som beskrevs av Van der Werff. Ocotea palaciosii ingår i släktet Ocotea och familjen lagerväxter. Inga underarter finns listade i Catalogue of Life.